# 878-й истребительный авиационный полк
878-й истребительный авиационный Калинковичский ордена Суворова полк (878-й иап) — воинская часть Военно-Воздушных сил (ВВС) Вооружённых Сил РККА, принимавшая участие в боевых действиях Великой Отечественной войны как 517-й Калинковичский ордена Суворова III степени истребительный авиационный полк.

## Наименования полка
- 517-й истребительный авиационный полк;
- 517-й истребительный авиационный Калинковичский полк;
- 517-й истребительный авиационный Калинковичский ордена Суворова полк;
- 878-й истребительный авиационный Калинковичский ордена Суворова полк;
- 878-й истребительный авиационный Калинковичский ордена Суворова полк ПВО;
- Полевая почта 23318.

## Создание полка
878-й истребительный авиационный полк создан переименованием 20 февраля 1949 года 517-го Калинковичского ордена Суворова истребительного авиационного полка.

## Переименование полка
878-й Калинковичский ордена Суворова III степени истребительный авиационный полк переименован в июле 1949 года в 878-й Калинковичский ордена Суворова III степени истребительный авиационный полк ПВО

## В действующей армии
В составе 216-й истребительной авиационной дивизии 64-го истребительного авиационного корпуса полк принимал участие в вооружённом конфликте на территории Кореи (на стороне КНДР) на самолётах МиГ-15:
- с 05 июля 1952 года по 27 июля 1953 года.

## Командиры полка
- гвардии подполковник Дронов — 1954 г.
- полковник Белогуров — 1956 г.
- подполковник Селиверстов — 1958 г.

## В составе соединений и объединений
| Период        | Фронт (округ)                  | армия                                     | корпус                                 | дивизия                                  | примечание                                                |
| ------------- | ------------------------------ | ----------------------------------------- | -------------------------------------- | ---------------------------------------- | --------------------------------------------------------- |
| 20.02.1949 г. | Киевский военный округ         | 69-я воздушная армия                      |                                        | 216-я истребительная авиационная дивизия | полк переименован в 878-й истребительный авиационный полк |
| 01.07.1949 г. | Бакинский округ ПВО            | 42-я истребительная авиационная армия ПВО | Бакинский район ПВО                    | 216-я истребительная авиационная дивизия |                                                           |
| 05.07.1952 г. | Группа советских войск в Корее | ВВС группы                                | 64-й истребительный авиационный корпус | 216-я истребительная авиационная дивизия |                                                           |
| 27.07.1953 г. | ПВО страны                     | Архангельский округ ПВО                   | Беломорский корпус ПВО                 | 216-я истребительная авиационная дивизия |                                                           |
| 30.01.1957 г. | ПВО страны                     | Архангельский округ ПВО                   | Полярный корпус ПВО                    | 216-я истребительная авиационная дивизия |                                                           |
| 01.07.1960 г. | ПВО страны                     | Архангельский округ ПВО                   | Полярный корпус ПВО                    | 216-я истребительная авиационная дивизия | расформирован                                             |

## Статистика боевых действий
Всего за время Войны в Корее:
| Сбито самолётов сил ООН | Из них: истребителей-бомбардировщиков | Из них: истребителей | Подбито самолётов сил ООН |
| ----------------------- | ------------------------------------- | -------------------- | ------------------------- |
| 38                      | 5                                     | 33                   | 14                        |

Свои потери:
| Потеряно самолётов, всего | Погибло лётчиков всего |
| ------------------------- | ---------------------- |
| 19                        | 6                      |

## Потери полка в Войне в Корее
- Корж Владимир Федотович, 1921 года рождения, Украинская ССР, Полтавская область, Ковалевский район, д. Бырловка. Призван Сталинским РВК г. Керчи. Старший лейтенант, лётчик, 878-й истребительный авиационный полк 216-й истребительной авиационной дивизии. Погиб в бою 24 октября 1952 г. Похоронен на братском кладбище в г. Порт-Артуре.
- Кочетов (Кочетков) Михаил Николаевич, 1920 года рождения, Московская область, г. Кашира. Капитан, командир звена, 878-й истребительный авиационный полк 216-й истребительной авиационной дивизии. Погиб в бою 6 августа 1952 г. Похоронен на братском кладбище в г. Порт-Артуре.
- Орлов Александр Григорьевич, 1926 года рождения, Чкаловская область, Матвеевский район, с. Ново-Спасское. Призван Матвеевским РВК. Старший лейтенант, старший лётчик, 878-й истребительный авиационный полк 216-й истребительной авиационной дивизии. Погиб в бою 26 сентября 1952 г. Похоронен на братском кладбище в г. Порт-Артуре.
- Свечкарь Алексей Павлович, 1924 года рождения, Ростовская область, Целинский район, с. Лопачка. Старший лейтенант, лётчик, 878-й истребительный авиационный полк 216-й истребительной авиационной дивизии. Погиб 9 октября 1952 г. Похоронен на братском кладбище в г. Порт-Артуре.
- Чепусов Дмитрий Иванович, 1926 года рождения, Сталинградская область, Пролейский район, с. Рахинка. Старший лейтенант, лётчик, 878-й истребительный авиационный полк 216-й истребительной авиационной дивизии. Погиб в бою 8 марта 1953 г. Похоронен на братском кладбище в г. Порт-Артуре.
- Чумаченко Михаил Иванович, 1921 года рождения, Украинская ССР, Днепропетровская область, Днепропетровский район, с. Ново-Николаевка. Старший лейтенант, лётчик, 878-й истребительный авиационный полк 216-й истребительной авиационной дивизии. Погиб в бою 15 сентября 1952 г. Похоронен на братском кладбище в г. Порт-Артуре

## Самолёты на вооружении
| Период            | Самолёты |
| ----------------- | -------- |
| 20.02.1949 — 1950 | Як-9     |
| 1950 — 1954       | МиГ-15   |
| 1954 — 1960       | МиГ-17   |

| МиГ-17 | МиГ-15 | МиГ-17 |

## Базирование
| Период                  | Аэродромы                               |
| ----------------------- | --------------------------------------- |
| 20.02.1949 — 01.07.1949 | Харьков-Сокольники, Харьковская область |
| 01.07.1949 — 05.07.1952 | Сангачалы, Азербайджан                  |
| 05.07.1952 — 27.07.1953 | Аньшан, Китай                           |
| 27.07.1953 — 01.07.1960 | Талаги, Архангельская область           |